# Emerald Beach
Emerald Beach – wieś w Stanach Zjednoczonych, w stanie Missouri, w hrabstwie Barry.